# Liquid Ocelot
Liquid Ocelot es un personaje ficticio de la serie de videojuegos Metal Gear.
Liquid Ocelot es la fusión de dos personajes, por una parte el cuerpo de Revolver Ocelot y por otro lado el espíritu de Liquid Snake, mediante un trasplante del brazo del segundo (Liquid) sobre el primero (Ocelot) en Lyon, Francia. 

## Biografía
Dos años después, durante el incidente de Big Shell en Metal Gear Solid 2: Sons of Liberty, Liquid empieza a dominar a Ocelot, haciendo que este cambie de personalidad esporádicamente.
En Metal Gear Solid 4: Guns of the Patriots parece que Liquid ha dominado completamente a Ocelot y pretende al igual que Big Boss, crear Outer Heaven como medio para luchar y destruir a los Patriots y conseguir liberar al mundo del control de estos. Mediante la fusión de las cinco mejores Compañías Militares Privadas, Liquid quiere desactivar los nanobots que estos poseen para liberarlos del control que Los Patriots ejercían sobre ellos, y una vez cumplido eso, los patriots perderían su última fuerza, después de la pérdida de poder económico y político. También secuestra a Naomi Hunter para que le ayude a crear la tercera generación del virus Foxdie, con el que pretende eliminar las nanomaquinas, sin matar a los soldados en el proceso.
Esta información da un cambio radical cuando Big Boss en el epílogo del Metal Gear Solid 4: Guns of the Patriots, le cuenta a Solid Snake la trama que Revolver Ocelot ha creado, para destruir a Los Patriots. El resumen que se ha obtenido es que Ocelot ha mentido sobre su identidad (haciéndose pasar por Liquid Ocelot) para desmantelar a GW (la CPU que controla la IA de los Patriots) y así destruir su Sistema SOP.
- Datos: Q11163256